# Matteo Draperi
Matteo Draperi (Cuneo, 17 januari 1991) is een Italiaans wielrenner die anno 2018 rijdt voor Sangemini-MG.Kvis-Vega.

## Carrière
In 2014 wist Draperi driemaal in de top tien van een etappe in de Ronde van Marokko te finishen. In het algemeen klassement eindigde hij op ruim dertig minuten van winnaar Julien Loubet.
In april 2016 werd Draperi door zijn ploeg opgenomen in de voorselectie voor de Ronde van Italië. De definitieve selectie haalde hij echter niet. In plaats daarvan reed hij de Ronde van Azerbeidzjan, waarin hij in de derde etappe als zevende over de streep kwam.
In 2018 maakte Draperi de overstap naar Sangemini-MG.Kvis-Vega. Namens die ploeg werd hij in februari onder meer twaalfde in de Grote Prijs Laguna Poreč en achtste in de Grote Prijs van Izola.

## Resultaten in voornaamste wedstrijden
| Jaar | Ronde van Vlaanderen |
| ---- | -------------------- |
| 2016 | opgave               |
| 2017 | opgave               |

## Ploegen
- 2016 –  Wilier Triestina-Southeast[3]
- 2017 –  Wilier Triestina-Selle Italia
- 2018 –  Sangemini-MG.Kvis-Vega

Amezqueta · Andriato · Belletti · Bertazzo · Busato · Conti · Dal Col · Draperi · Ducournau · Fedi · Fonzi · Gil · Godoy · Mareczko · Martínez · Pozzato · Rodríguez · Sanz · Tedeschi · Trosino · Zhupa · Cañaveral (stagiair) · Errazkin (stagiair) · Raileanu (stagiair)
Amezqueta · Andriato · Belletti · Bertazzo · Busato · Cecchin · Draperi · Ducournau · Fedi · Flórez · Fonzi · Godoy · Kasjavy · Mareczko · Martínez · Mosca · Pozzato · Rodríguez · Trosino · Turrin · Zhupa · Colonna (stagiair) · Marcelli (stagiair) · Raggio (stagiair)
Ciabocco · Colnaghi · Di Sante · Draperi · Gaffurini · Gazzara · Goffi · Marinozzi · Pucioni · Salvietti · Scartezzini · Tomassini · Totò · Viviani